# Chemin de Dubins

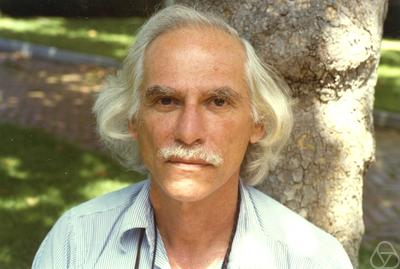
Lester Dubins

Chemin optimal formé d'arcs de cercle reliés tangentiellement par des segments de droites. Il porte le nom de Lester Dubins (en) qui a étudié cet objet.